# المسيحية في منغوليا

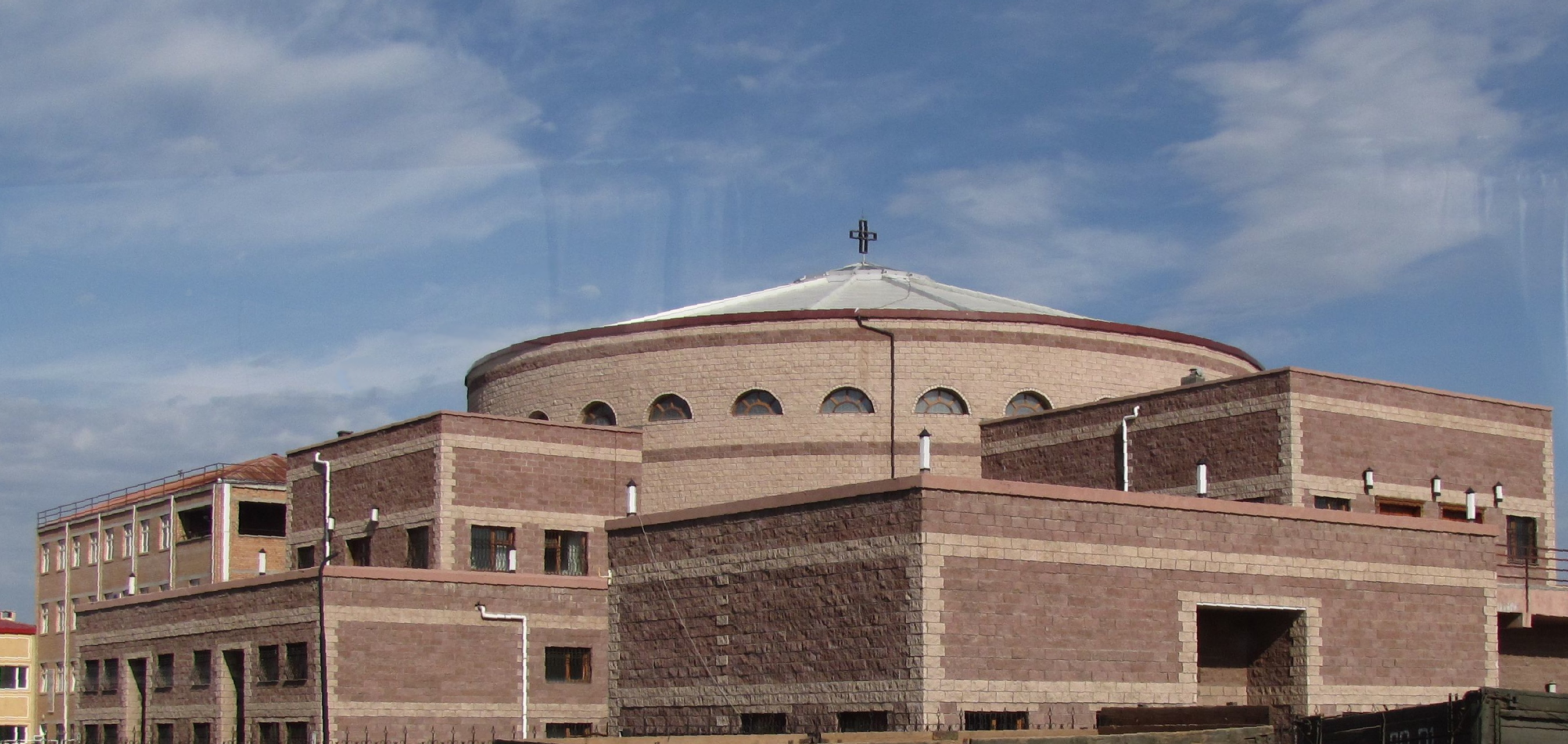
كنيسة القديس بطرس وبولس في أولان باتور.

تختلف الحسابات حول الأعداد الدقيقة لأتباع المسيحية في منغوليا، اعتبارًا من عام 2005 وجدت تقارير وزارة خارجية الولايات المتحدة أن ما يقرب من 24,000 من المسيحيين يعيشون في أولان باتور عاصمة منغوليا، وبالتالي يشكلون حوالي 2.5 في المئة من عدد السكان المسجلين في المدينة. في حين وفقاً للتعداد السكاني عام 2010 شكلَّ المسيحيين حوالي 2.1% من السكان من سن 15 سنة فما فوق، أي حوالي 41,117 نسمة. مع نهاية النظام الشيوعي في منغوليا في عام 1990، وازداد عدد أتباع المسيحية بصورة مطردة مرة أخرى.
وقد عادت الجماعات التبشيرية المسيحية الأجنبية إلى منغوليا مرة أخرى، بما في ذلك الكاثوليك واللوثريين والكنيسة الروسية الأرثوذكسية والكنيسة المشيخية والسبتيين ومختلف الجماعات البروتستانتية الإنجيلية، إلى جانب عدد من أتباع كنيسة يسوع المسيح لقديسي الأيام الأخيرة وشهود يهوه. هناك حوالي 200 كنيسة إنجيلية في منغوليا. وفقَا لصندوق المسيحية التبشيري مجموعة برنابا، ارتفع عدد المسيحيين من أربعة فقط في عام 1989 إلى حوالي 40,000 اعتبارًا من عام 2008.
وفقًا لدراسة قامت بها مركز بيو للأبحاث عام 2016 تحت اسم الدين والتعليم حول العالم يُعتبر مسيحيي منغوليا واحدة من المجتمعات المسيحيَّة الأكثر تعليمًا حيث أن حوالي 35% من مسيحيين منغوليا حاصلين على تعليم عال ومن حملة الشهادات الجامعيَّة.
تأثر بعض المغول بتعاليم المبشرين من كنيسة المشرق منذ حوالي القرن السابع، والتي وصلت أوج قوتها بين القرنين السادس والرابع عشر، كما وتحول القليل منهم إلى المذهب الكاثوليكي على يد المبشر «يوحنا المونتيكورفيني» الذي أرسلته الدولة البابوية إلى تلك البلاد. وخلال فترة الإمبراطورية المغولية في القرنين الثالث عشر والرابع عشر، ضمت المنطقة أقليَّة كبيرة من المسيحيين، ووصل الكثير منهم إلى مناصب قوة كبيرة. تربّى الكثير من الخانات على أيدي أمهات وأولاياء مسيحيون، وكانت المسيحيَّة الدين الأساسي لبعض القبائل المغوليّة. في حقبة جنكيز خان، إتخذَّ أبناؤه زوجات مسيحيات من المذهب النسطوريّ والكيرايت، وتحت حكم حفيد جنكيز خان، مونكو خان، كان التأثير الديني الأساسي مسيحيًا. ولعبت زوجات الخانات دور بارز في الحياة السياسيَّة للإمبراطورية المغولية. تحولت قبيلة الكيرايت إلى كنيسة الشرق النسطورية في أوائل القرن الحادي عشر وهم أحد المصادر المحتملة لأسطورة الكاهن يوحنا الأوروبية، كما وربطت الأساطير الأوروبية الشعبيَّة بين أمراء المنغول المسيحيين والكاهن يوحنا الذي انتشرت أسطورته في أوروبا حينها. وأدت الاتصالات المغولية مع الغرب أيضًا إلى قيام العديد من المبشرين، وخاصةً الفرنسيسكان والدومينيكان، بالسفر شرقًا في محاولات لتحويل المغول إلى مذهب الكنيسة الرومانية الكاثوليكية. وشهد القرن الثالث عشر محاولات إبرام صفقات مع أوروبا المسيحية وكانت أول محاولة عند نشوء التحالف المغولي الفرنسي.

## تاريخ

### العصور الوسطى

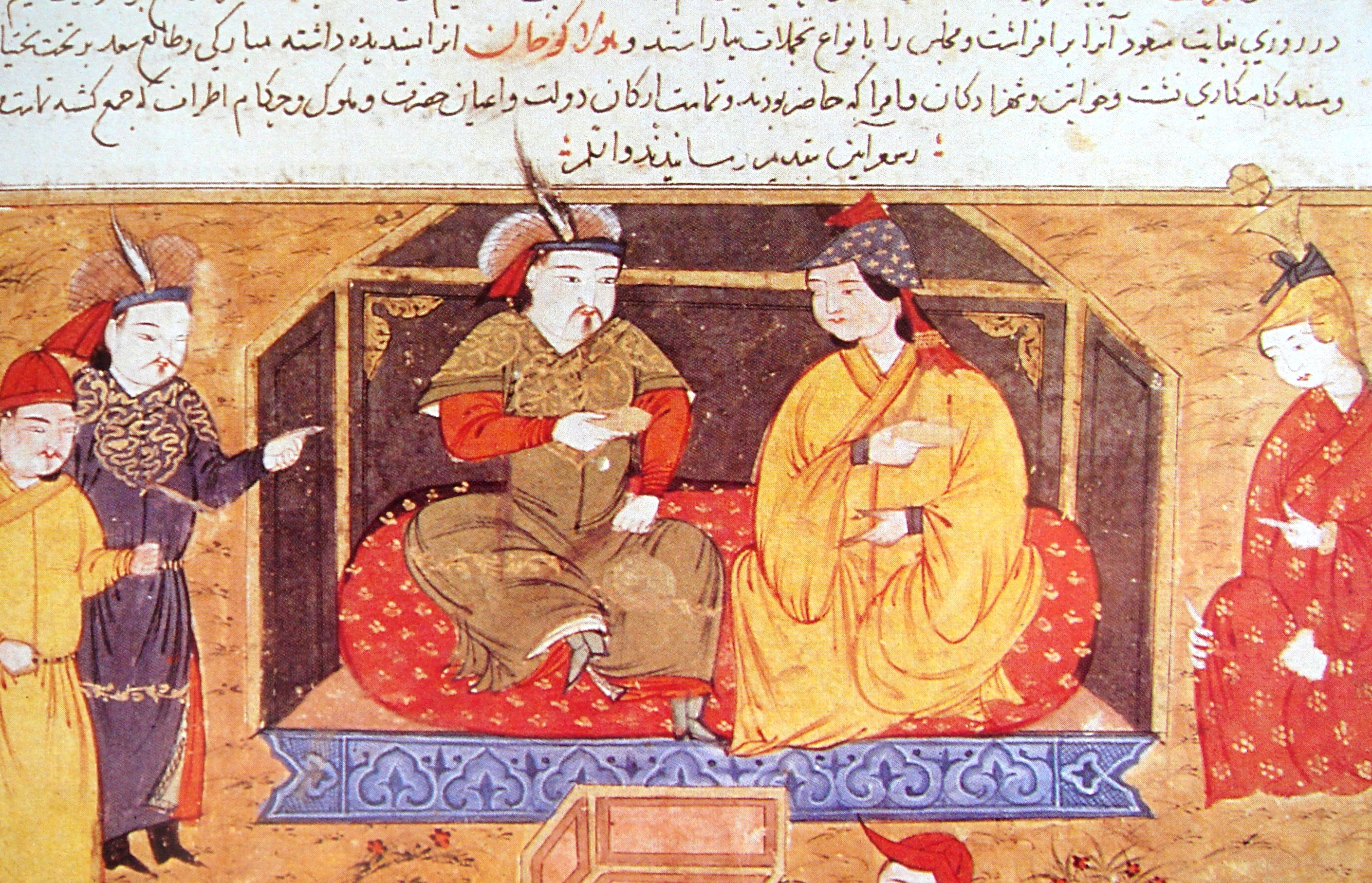
هولاكو خان حفيد جنكيز خان ومؤسس إمبراطورية المغول؛ يجلس مع زوجته المسيحية الملكة دوقوز خاتون.

تذكر سيرة حياة مار أبا وجود أسقف مقيم في تركستان منذ عام 549، كما انتشرت منذ ذلك الحين العديد من النقوش السريانية وخاصة في بلاد ما وراء النهر في طلاس بكازخستان حاليًا وبنجكنت بطاجكستان. ويبدو من الأخطاء اللغوية في بعض تلك الكتابات أن كاتبها كان على الأغلب من المتحدثين بالصوغدية. أما بحلول القرن التاسع وصلت المسيحية إلى جنوب بحيرة بالخاش بين الصين وكازخستان.
ساعدت الاضطهادات التي واجهتها كنيسة المشرق في العراق بالقرن الحادي عشر على توسعها التدريجي شرقًا، ويلاحظ أنه بجانب السريان المشارقة كان هناك تواجد أقل لكل من السريان المغاربة ومجموعات يهودية وزرادشتية في آسيا الوسطى. كما كان هناك تواجد لكنيسة المشرق شمالاً في بيرم بروسيا حاليًا حيث عثر على عدة نقوش سريانية ومخطوطات من الإنجيل يعود بعضها إلى القرنين الخامس والسادس. وبالتوجه شرقًا تصبح اللغة السريانية المستعملة في بعض النقوش، ركيكة وتظهر نقوش مسيحية تركية وتترية، ففي طورفان بشرق الصين عثر على العديد من المخطوطات باللغة الصوغدية وعدد أقل بالسريانية. غير أنه بالرغم من استعمال الصوغدية في القراءات أثناء القداديس إلا ان السريانية ظلت لغة رسمية للكنيسة في تلك الأنحاء كذلك.
قام البطريرك صليبا (714-728) بتنظيم الوجود المسيحي في وسط وشرق آسيا بأن أسس مطرانيات في هرات وسمرقند والصين. ومن الملاحظ كذلك أن التقسيم الإداري للكنيسة في أسيا الوسطى كان فضفاضًا وقليل التنظيم ويعود السبب في ذلك إلى الكثافة السكانية المنخفضة للغاية واتساع مساحة الولايات البطريركية.

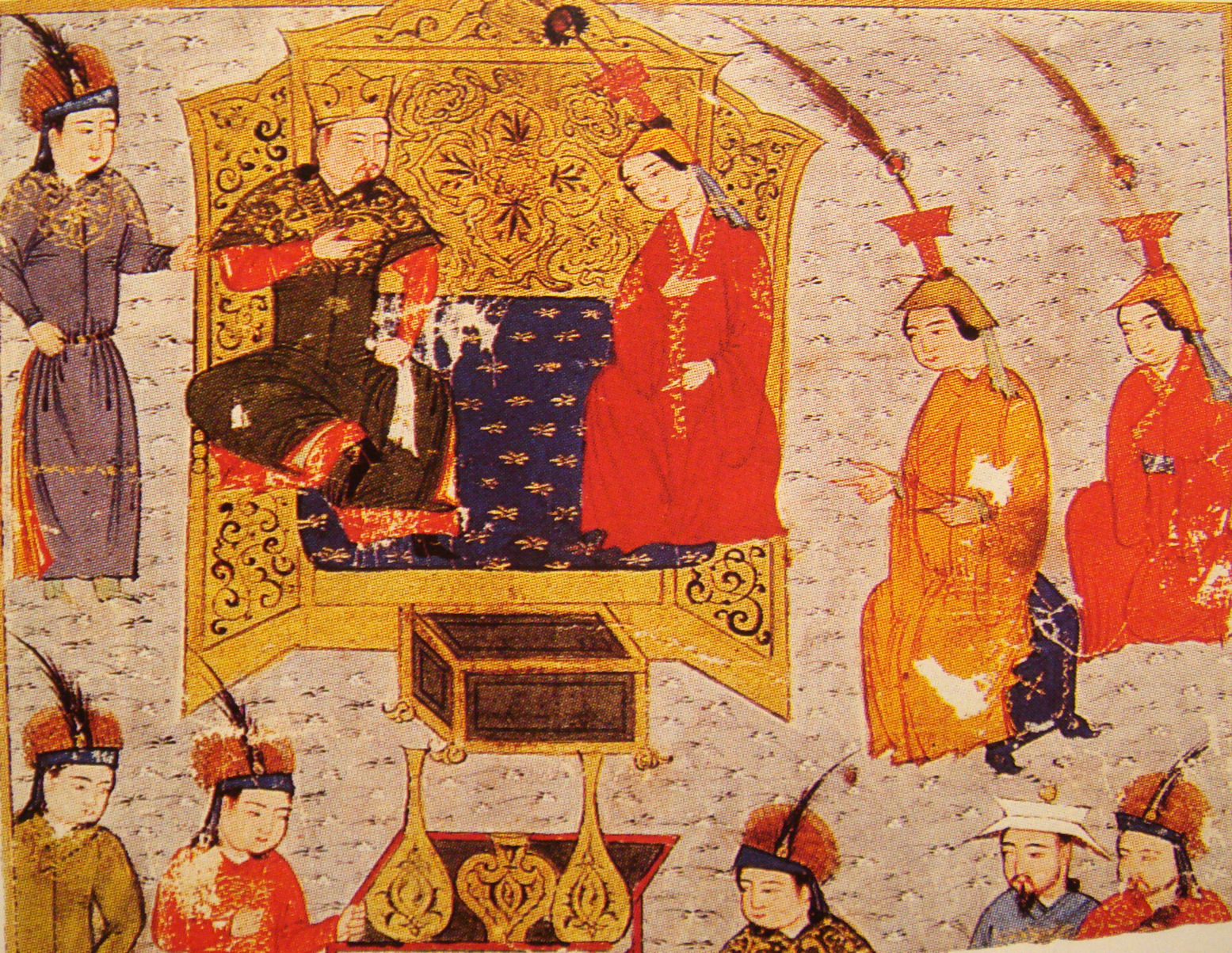
سرقويتي بيجي جنب زوجها، تولي خان. رسم رشيد الدين فضل الله الهمذاني، من القرن الرابع عشر.

ازدادت العناصر التركية في آسيا الوسطى على حساب الصوغديين على أثر هجرة الويغور غربا ابتداءً من القرن التاسع. كما انتشرت المسيحية بشكل سريع بين هذه الأقوام التركية فضمت مملكة غاوتشونغ (قارا خوجا) بشرق الصين عددًا لا بأس به من المسيحيين الذين تركوا مؤلفات جلها مكتوب بالتركية العتيقة والصوغدية. وبحسب ابن العبري اعتنق القيرايتيين المنغوليين المسيحية بعد أن أنقذت رؤية القديس سرجيوس حياة أحد زعمائهم، حيث دعا هذا مطران مرو إلى إرسال كهنة لتعميد شعبه حوالي عام 1012. كما وافق البطريرك يوحنا السادس على تعديل الطقوس الدينية بين المنغول بحيث تتماشى مع تقاليدهم، فتم استبدال الخمر بحليب الفرس. شهد القرن الحادي عشر تحول قبائل منغولية أخرى إلى المسيحية كالنيمانيين والقيتان الذين انتقلوا غربًا وأسسوا إمارة القرا خيتاي التي أصبحت المسيحية إحدى دياناتها الرسمية. وكانت هناك مطرانيتين رئيسيتين لكنيسة المشرق في بلاد ما وراء النهر وتركستان بألمالق وكشغار أسسها البطريرك إيليا الثالث (1176-1190) وأخرى بين القارلوق في بيشبك. بالتوجه شرقًا نحو منغوليا كان الأونغوت الذين اعتنقوا المسيحية يستعملون لغتهم التركية المحلية في الطقوس الدينية، كما اختلطت العادات المسيحية بالشامانية والبوذية بشكل متزايد. وحول بحيرة بايخال انتشرت المسيحية بين المرقيتيين. وفي منشوريا بأقصى شمال شرق الصين تحولت عدة قبائل تنغوسية إلى المسيحية، كما انتشرت مقابر مسيحية في عدة أجزاء في شمال شرق الصين.
برزت القوة العسكرية للمنغول بالصعود أواخر القرن الثاني عشر على يد جنكيز خان الذي تحالف مع القيرايتيين أتباع كنيسة المشرق. فتمكنوا من غزو الصين. خلفه تولي الذي أكمل مسيرة والده فغزا آسيا الوسطى وقام بتدمير العديد من المدن التي دخلها عنوة مثل مرو ونيشابور وهرات ما أدى إلى مقتل الملايين وانهيار كنيسة المشرق بشكل كامل هناك. تزوج تولي بسرقويتي بيجي المسيحية والنسطوريًّة التي أنجبت منه مونكو خان وقبلاي خان. وأرسل مونكو أخاه الأصغر هولاكو لاحتلال العراق والشام، ونتيجة لزواج الأخير من دوقوز خاتون إحدى اللكيرايتات التي اتبعن كنيسة المشرق فقد نظر إليه مسيحيو تلك الأنحاء على أنه من سيخلصهم من الاضطهاد. فخلال سقوط بغداد على يده عام 1258 أمر بتأثير من زوجته بعدم التعرض للكنائس، بينما قامت قواته بتدمير باقي مباني المدينة وقتل الألاف من سكانها. غير أن الأذى لحق بالمجتمع المسيحي في بغداد كذلك حيث تناقص عددهم بشكل ملحوظ بعد المجزرة إلى بضعة آلاف. عرض هولاكو قصر الخلافة للبطريرك مكيخا الثاني (1257-1265) فاتخذه مقرا له، كما استقبل المسيحيون المنغول بحفاوة لدى دخولهم نصيبين وحران وحلب ودمشق، غير أنهم أصيبوا بنكسة بهزيمتهم في معركة عين جالوت عام 1260 فتوقف المد المنغولي وتوجب على مسيحيي بلاد الشام دفع ثمن غالي لتعاطفهم من المنغول.

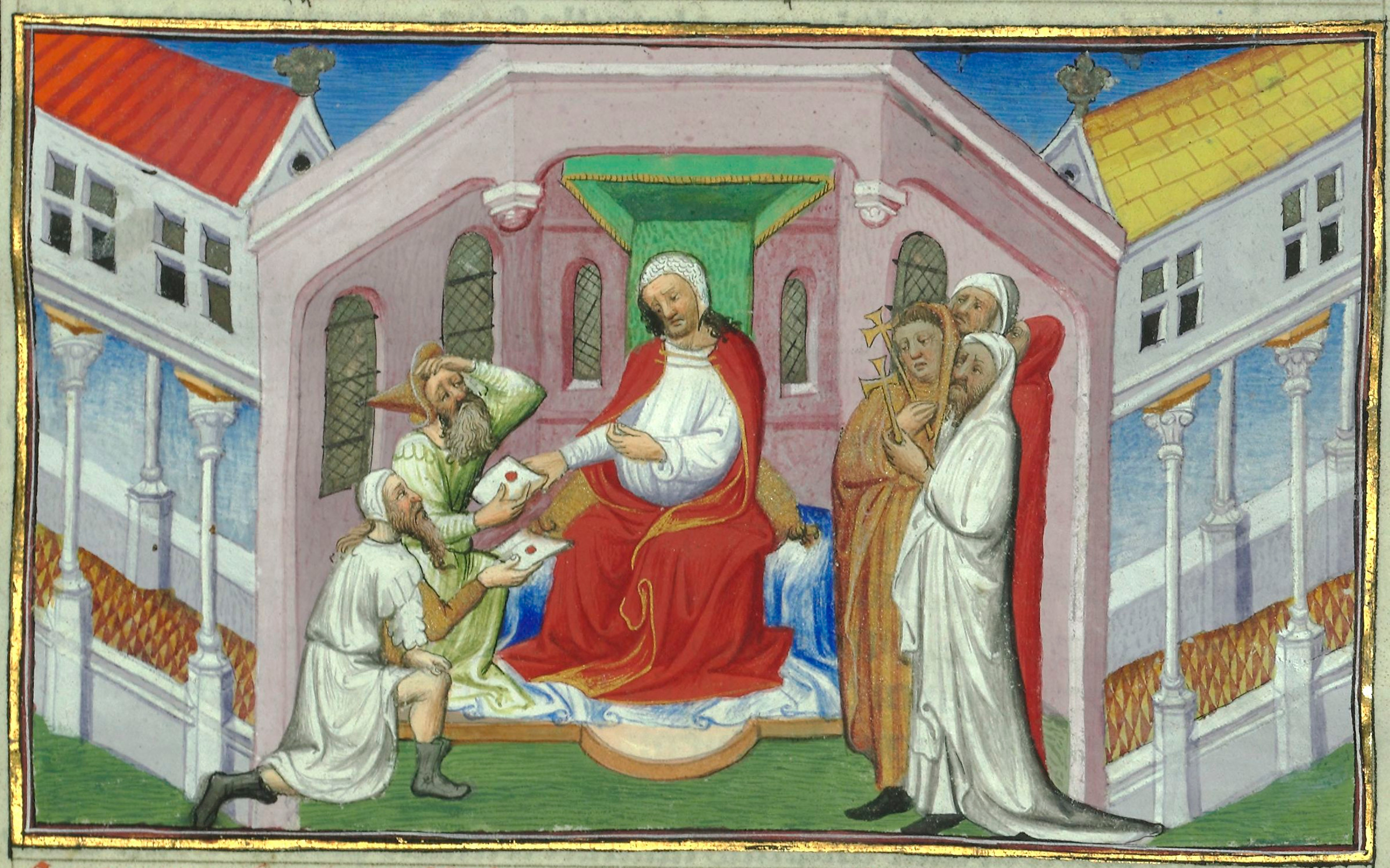
وانج خان وهو أحد خانات قبيلة الكيرايت المسيحيين التابعين لجنكيز خان مصورا على هيئة الكاهن يوحنا الأسطوري.

عُرف عن زوجة هولاكو دوقوز خاتون تعصبها للمسيحية غير أن هولاكو سلك سياسة مخالفة فحين هوجم مسلمو تكريت رد هولاكو بأن أعدم جميع أهالي تكريت المسيحيين دون تمييز. خلف هولاكو ابنه أباقا خان الذي أمر باستبدال موظفي الدولة من المسلمين بمسيحيين ويهود. حاولت الدولة الإلخانية عقد حلف مع مع الصليبيين غير أن هؤلاء نظروا بعين الشك إلى المنغول وخاصة لعلمهم بالمجازر التي قاموا بها عند احتلالهم لمرو والتي أدت لمقتل حوالي المليون وتدمير مطرانية المدينة. من ناحية أخرى تمكنوا من عقد حلف مع أرمن قيليقيا كما أدى انفتاحهم الديني وعلاقتهم الحسنة مع كنيسة المشرق إلى نشاط المبشرين المسيحيين بين المنغول الصينيين فأعيد إنشاء مطرانيأت متفرقة في منغوليا والصين وأصبحت عدد الأبرشيات ضمن الصين اليوانية حوالي 230. من الملاحظ أن الكنيسة الكاثوليكية استغلت فرصة سيطرة المجهول على طريق الحرير وسهولة السفر لإرسال مبشرين كاثوليك إلى الصين ومنغوليا غير أن نجاحهم كان محدودا مقارنة بكنيسة المشرق. ومن الملفت للنظر أن علاقة كنيسة المشرق مع الأرثوذكس الشرقيين من الجورجيين والروس والملكانيين اتسمت بالتقارب حتى أنهم غالبًا ما دفنوا موتاهم في نفس المقابر. غير أن التعاون بين المسيحيين تراجع بظهور المرسلين الكاثوليك الذين حاولوا التبشير بين المسيحيين. بعد أن تم انتخاب كاهن قوبلاي خان، «مار يابلاّها الثالث»، كاثوليكوس الكنيسة الشرقية عام 1281، أخذت الإرساليّات الكاثوليكية تتوافد على جميع العواصم المغولية.

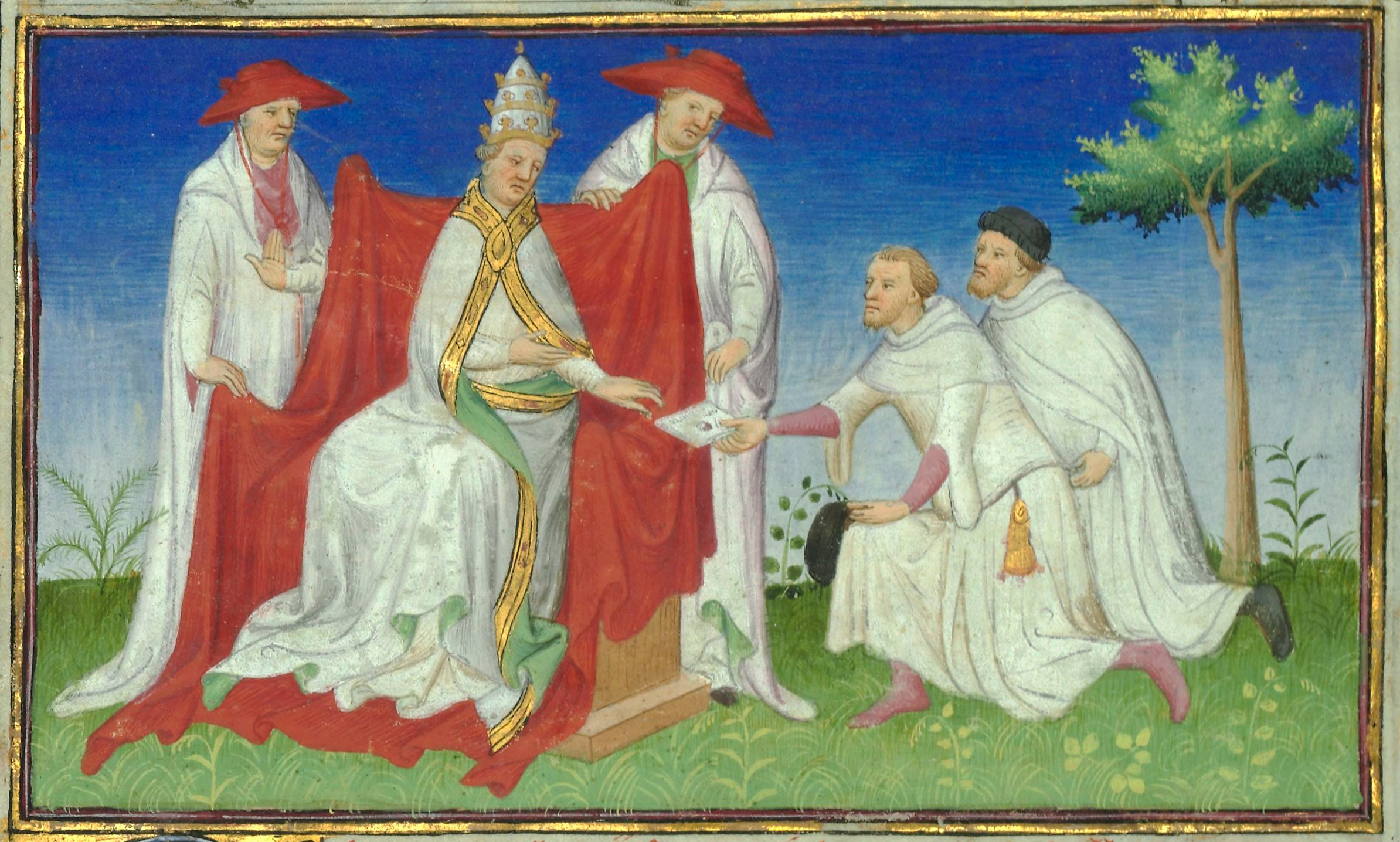
نيكولو ومافيو بولو، يُسلمان رسالة من قوبلاي خان إلى البابا غريغوري العاشر عام 1271.

أعتنق بعض المنغوليين المسيحية، لعل أبرزهم قبائل الأونغوت التي استوطنت المنطقة الواقعة شمال النهر الأصفر. وبسبب تحالفهم مع جنكيز خان خلال معاركه مع النيمانيين (الذين اعتنقوا المسيحية كذلك) تمكنوا من الوصول لمراكز قيادية مرموقة وتأسيس مملكة في منغوليا الداخلية. ورسخ أحد ملوكهم هذا التحالف بأن تزوج بإحدى حفيدات قوبلاي خان.
لم تكن هذه التحالفات ضمانة للمسيحيين في آسيا الوسطى، فحين اجتاح المغول الدولة الخوارزمية عام 1220 قاموا بقتل جل مسيحيي المدن الكبرى كسمرقند وبخارى ومرو بدون تمييز. وهو الأمر الذي جعل الأوربيون يترددون في الدخول في حلف معهم. على أن المنغول عرفوا فيما بعد بسياسة التسامح مع جميع الديانات بمجرد أن ثبتوا سلطتهم في آسيا الوسطى وفارس.
بعد سقوط بغداد عام 1258 أصبح للمنغول حدود مشتركة مع الصليبيين ما شجع بابا روما إلى إرسال رهبان فرنسيسكان إلى آسيا الوسطى في محاولة لتحويل المنغول للكثلكة في ظل الحرية الدينية التي تمتعت بها الإمبراطورية المنغولية. وقد تباين الكاثوليك في وصف المنغول المسيحيين، فبحسب وليم الروبروكي كان أتباع كنيسة المشرق من المتعلمين الذين اتقنوا السريانية غالبًا وعمد أساقفتهم أحيانًا إلى وسم كهنة أطفال بسبب ندرة وصول هؤولاء الأساقفة إلى مناطقهم. وينتقد وليم كذلك بعض الكهنة الذين اتخذوا أكثر من زوجة وأدمنوا على الشرب. وربط ماركو بولو بين أمراء المنغول المسيحيين والكاهن يوحنا الذي انتشرت أسطورته في أوروبا حينها. وكان توغرول المعروف أيضًا باسم وانغ خان أو وانج خان (1130-1203) كان خانًا مغولياً لقبيلة الكيرايت النسطورية، وحليف مهم لتيموجين المعروف فيما بعد باسم جنكيز خان. وكان كان توغرول واحدًا من العديد من القادة الآسيويين الذين تم ربطهم بأسطورة الكاهن يوحنا، أو الملك داود، شقيق الكاهن يوحنا.
وتمتع المنغول الذين تبعوا كنيسة المشرق بعدة أمور كانت ممنوعة رسميًا سلفًا، فعلى سبيل المثال لم تكن البتولية مفروضة على كهنتهم. كما خلط بعض رجال الدين المسيحية بتقاليدهم المحلية فكان الكاهن يعتبر شامان في بعض الأحيان. غير أن السريانية استمرت كلغة طقسية بالرغم من قلة معرفة رجال الدين بها بالإضافة لذلك كانت المراكز الدينية العالية حكرًا على مرسلين سريان من الشرق الأوسط. استمرت كنيسة المشرق بالاتساع في آسيا بنهاية القرن الثالث عشر في ظل يهبلاها الثالث أول بطريرك من آسيا الوسطى. غير أن الإيلخانيين انقلبوا على المسيحيين في عهد أولجايتو. وأدى الاضطهاد الشديد على المسيحية في العراق وبلاد فارس إلى انهيارها في آسيا الوسطى. وعمل تيمورلنك في حملاته إلى استهداف المسيحيين منهيًا بذلك وجود كنيسة المشرق بشكل نهائي في آسيا الوسطى.

### العصور الحديثة

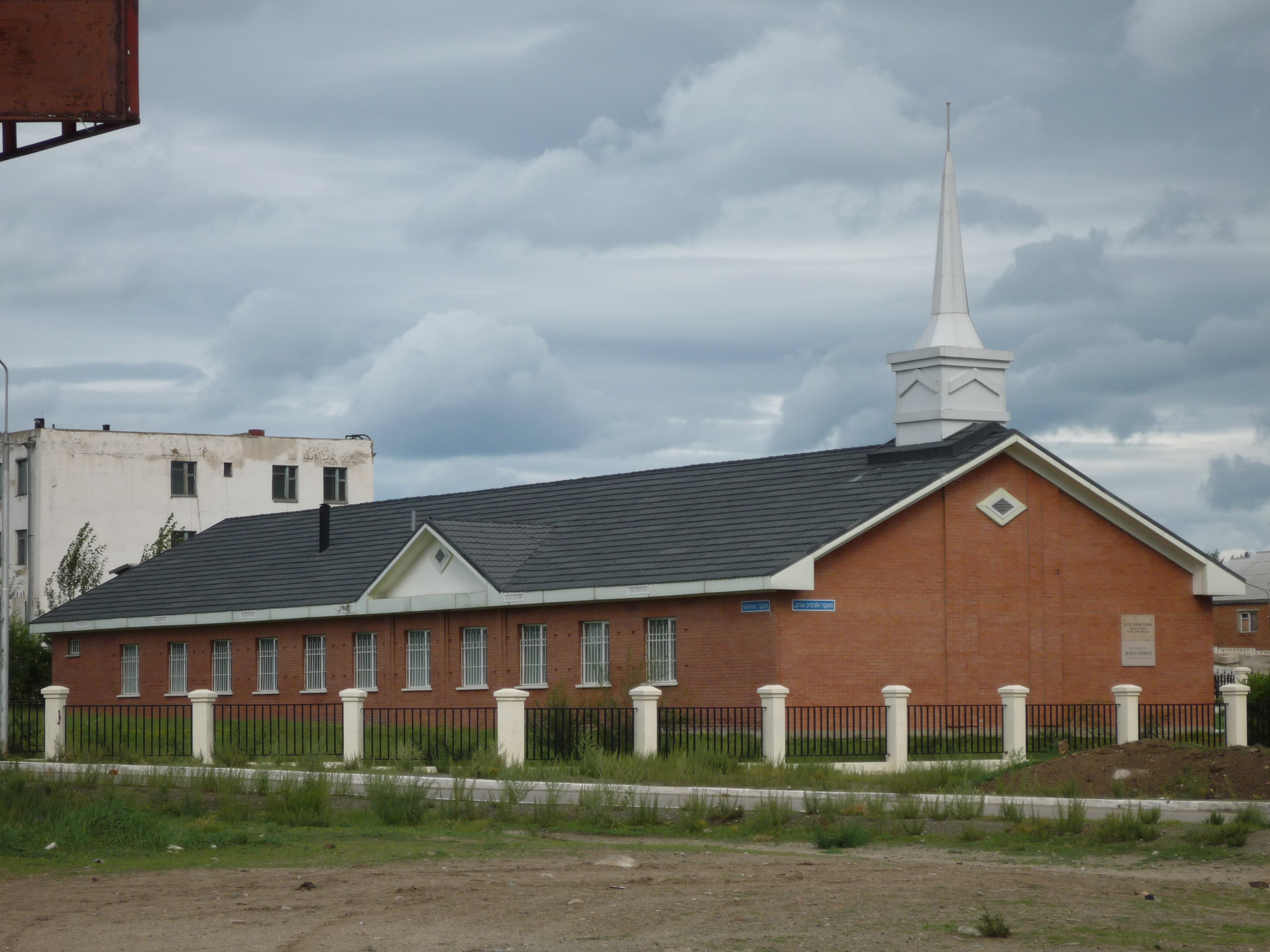
كنيسة يسوع المسيح لقديسي الأيام الأخيرة في أولان باتور.

كانت منغوليا من الناحية التقنيَّة واقعة تحت سلطة أبرشية بكين، حتى عام 1840 عندما انقسمت النيابة عن بكين وأصبح لمنغوليا سلطتها الكاثوليكية الخاصة. في عام 1883، تم إنشاء النيابة لمنغوليا الداخلية، ومن ثم تم إنشاء بعثة لمنغوليا الخارجية في عام 1922. خلال الحقبة الشيوعية لم يُسمح بحرية الفكر والدين في ظل الحكم الشيوعي. ومع سقوط النظام الشيوعي كفل الدستور المنغولي الجديد لعام 1992 الحرية الدينية، وأرسل المبشرين المسيحيين لإعادة تشكيل الكنيسة. وأرسل رهبان من جماعة قلب مريم العذراء والكهنة وينسيسلاو باديلا، وجيلبرت المبيعات وروبرت غوسنز لإنجاز هذه المهمة كما وأقام الفاتيكان علاقات دبلوماسية مع منغوليا. وقبل وصول الرهبان الكاثوليك، كان المسيحيين من مختلف الطوائف يحضرون الطقوس الدينية في الكنائس البروتستانتية. في البداية لم لكن يعرف أي من المبشرين المنغوليين وأي من السكان الأصليين اللغة الإنجليزية، ولم تكن هناك كتب طقسية كاثوليكية مطبوعة في اللغات المحلية. ومارست الجماهير الأولى الطقوس الدينية في شقق مستأجرة أو في السفارات ومنظمات المعونة الأجنبية، وبحلول عام 1996 ضم المجتمع المنغولي حوالي 150 كاثوليكي. وتم بناء الكاتدرائية الجديدة على اسم القديسين بطرس وبولس في أولان باتور المبنية على شكل جرة تقليديَّة.
في 23 أغسطس عام 2003، وصل الكاردينال كريسنزيو سيبي رئيس مجمع تبشير الشعوب وعين الكاهن باديلا كأول أسقف كاثوليكي لمنغوليا، على الرغم من أن البلاد لا تملك أبرشية خاصة بها حتى الآن. اعتذر البابا يوحنا بولس الثاني عن عدم تمكنه من حضور الافتتاح، لأنه كان يخطط لزيارة منغوليا، وكان قد دعاه في رئيس منغوليا لزيارة البلاد خلال زيارته إلى الفاتيكان في عام 2000. يعمل في البلاد أربعة وخمسين مبشر من مختلف البلدان على بناء الكنيسة، يذكر أن تدفق المبشرين المسيحيين كان ملحوظاً منذ سقوط الشيوعية، على سبيل المثال نمت الكنيسة الكاثوليكية من صفر في عام 1991 إلى أكثر من 600 في عام 2006، بما في ذلك حوالي 350 من المنغوليين الأصليين.
وقد طبعت نسخة منغولية من التعليم المسيحي للكنيسة الكاثوليكية في منتصف عام 2004؛ وتم ذلك في أسلوب الكتابة المنغولية التقليدية وشمل الصلوات الكاثوليكية. وتدير البعثة الكاثوليكية عدد من رياض الأطفال، ودروس باللغة الإنجليزية، ومدرسة تقنية، ومطابخ حساء، ومزرعتين، ومركز رعاية لمائة وعشرين طفلاً معوقاً. وهناك دورة أخرى قدمت هي كيفية التعامل مع إدارة الغضب، من أجل المساعدة على اقتلاع العنف المنزلي من الثفافة المحليَّة. وقد تبنى مركز فيربيست الكاثوليكي أيضاً مائة وعشرين طفلاً من أطفال الشوارع والذين كانوا يعيشون في نظام الصرف الصحي في أولان باتور. لا يعتبر عيد الميلاد عطلة وطنيَّة في منغوليا، حيث أن نسبة السكان المسيحيين منخفضة جداً. وقد تأسست الرعية الكاثوليكية الرابعة في عام 2007 في مدينة دارخان، ثاني أكبر مدينة في منغوليا. في عام 2008 أصبح جوزيف إنخ باتار أول منغولي كاثوليكي يصبح كاهناً، وقد تم رسامته كشماس في ديسمبر من عام 2014، وفي 27 أغسطس من عام 2016 كان جوزيف إنخ باتار أول منغولي أصلي تتم رسماته كاهناً. وشارك أكثر من 1,500 شخص في الاحتفال وضم الاحتفال حوالي مائة كاهن من كوريا الجنوبية وكبار السفراء الأجانب وممثلين عن الكنائس الأرثوذكسية المحلية والرهبان البوذيين. كما أقام الكاثوليك المنغوليين أول مغارة كاثوليكية في عام 2008.

## احصائيات

### التعداد الوطني
أحصى التعداد الوطني لعام 2010 41,117 من المسيحيين (من سن 15 وما فوق) أو 2.1% من مجموع السكان.
- المسيحيون - 60,000.
  - البروتستانت - 34,000.
    - السبتيين - 1,200.

  - المورمون - 8,000.
  - الكاثوليك - 1,116.

### احصائيات مستقلة
| عام  | عدد المسيحيين (يتضمن الأطفال أيضاً) | نسبة |
| ---- | ---------------------------------- | ---- |
| 1989 | 4                                  | 0.0% |
| 1990 | 10                                 | 0.0% |
| 1998 | 7,000                              | 0.3% |
| 2008 | 60,000                             | 2.1% |

## الطوائف المسيحية

### البروتستانتية

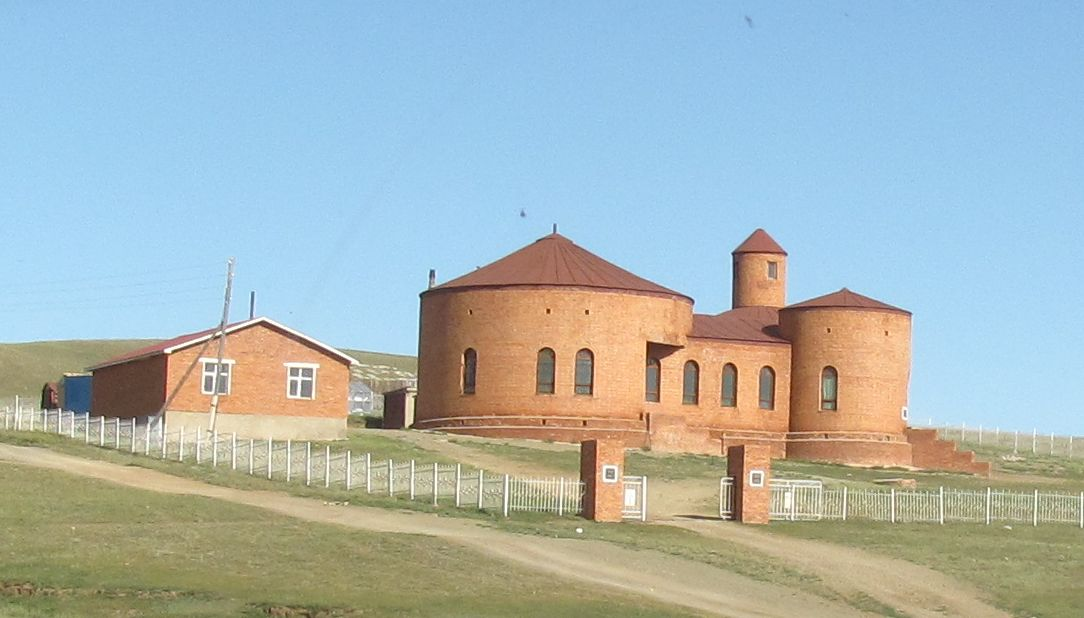
كنيسة بروتستانتية في زونماد.

تتألف الكنائس البروتستانتية في منغوليا من الكنيسة اللوثرية والمشيخية والأدفنتست والمجموعات الإنجيلية المختلفة. ويُقدَّر التحالف الإنجيلي المنغولي أن هناك 35,000 بروتستانتي في منغوليا. لم يصل التعليم البروتستانتي إلى منغوليا حتى منتصف القرن التاسع عشر، وقد جلب على يد المبشرين مثل جيمس جيلمور. أدى وصول الحزب الشيوعي للحكم في عقد 1920 إلى إنهاء البعثات البروتستانتية؛ ومع ذلك منذ نهاية الحكومة الشيوعية في عام 1990، عاد نشاط المبشرين البروتستانت مرة أخرى للبلاد. يوجد في البلاد محطة تلفزيونية مسيحية محلية مثل تلفزيون إيغل، وراديو الأسرة وهي محطة إذاعية موالية للمسيحية. في عام 2008 ضمت للكنيسة السبتيَّة حوالي 1,200 عضو ومدرسة للغة في أولان باتور، واعتباراً من عام 2015 وفقاً للكتاب السنوي، ضمت بعثة منغوليا خمسة كنائس وحوالي 2,107 عضو.

### الكاثوليكية

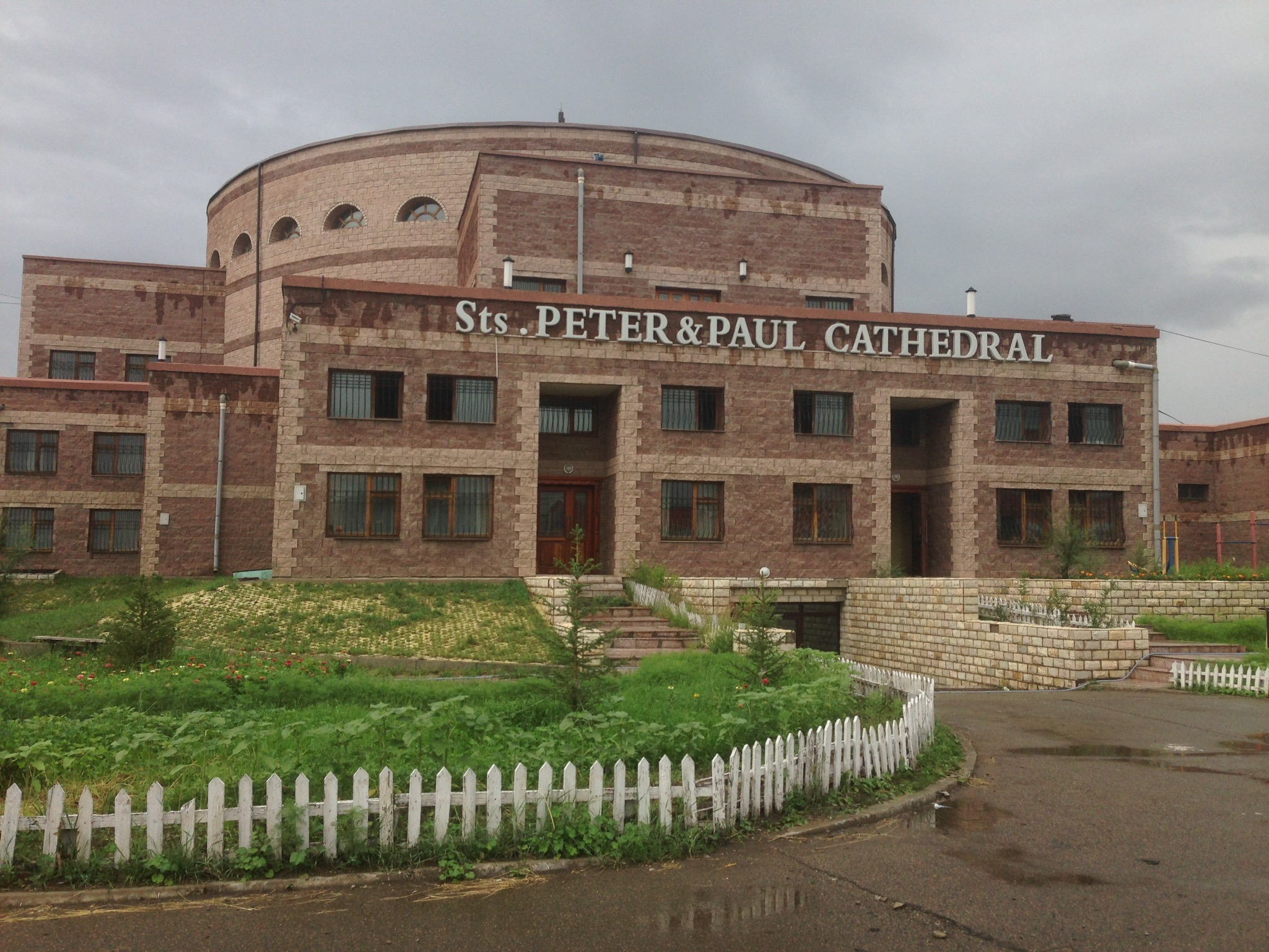
كنيسة القديس بطرس وبولس في أولان باتور.

الكنيسة الكاثوليكية المنغوليَّة هي جزء من الكنيسة الكاثوليكية العالمية في ظل القيادة الروحية للبابا في روما؛ تضم البلاد حوالي ألف كاثوليكي ويقومون بالتعبد في ثلاثة كنائس في العاصمة أولان باتور، بالإضافة إلى عدد من الكنائس في دارخان وأرفايخيه وإردينيت، وتملك الكنيسة عدد من محطات البعثات التي قد تنمو إلى كنائس. يمكن للأشخاص الذين تقل أعمارهم عن 16 عاماً الحصول على التعليم المسيحي فقط مع موافقة من قبل الوالدين مكتوبة، ويسمح بممارسة إيمانهم فقط في مباني الكنيسة. كما يحظر على الكهنة ارتداء الملابس الكهنوتيَّة في الأماكن العامة.
وصلت الكاثوليكية للبلاد لأول مرة في القرن الثالث عشر خلال عصر الإمبراطورية المنغولية، خلال المبشرين الفرنسيسكان والدومينيكان، والذين وصلوا إلى البلاط في قراقورم وأيضاً من خلال البعثات الكاثوليكية في القرون الوسطى القادمة من الصين. نجح المبشرين الكاثوليك في جذب أتباع عهد عهد مملكة يوان الصينيَّة في أواخر القرن الثالث عشر أوائل القرن الرابع عشر. ومع ذلك بعد سقوط حكم أسرة يوان على يد سلالة مينغ الحاكمة في عام 1368، مما أدَّى إلى طرد المسيحيين من الصين. خلال تلك الحقبة أعتنق العديد من المغول في الجزء الغربي من الإمبراطورية المنغولية الإسلام ديناً، ومع انهيار الإمبراطورية المغولية بأكملها في القرن الرابع عشر اختفت المسيحية تقريباً من آسيا الوسطى، ولم تظهر من جديد إلا بعد حرب الأفيون الثانية في منتصف القرن التاسع عشر. خلال القرن التاسع عشر تأسست بعثة كاثوليكية للعمل في منغوليا الخارجية، ومُنحت منغوليا خلال هذه الحقبة أول ولاية قضائية كاثوليكية، ولكن توقفت عن العمل في غضون سنة عندما جاء النظام الشيوعي إلى السلطة وحيث لم يُسمح بحرية الفكر والدين.
مع إدخال تبني البلاد الديمقراطية في عام 1990، عاد المبشرين الرومان الكاثوليك للبلاد ولبناء الكنيسة من الصفر. اعتباراً من عام 2006 ضمت البلاد نيابة رسوليَّة والتي يرعاها أسقف وثلاث كنائس، وأقيمت العلاقات الدبلوماسية بين الفاتيكان ومنغوليا منذ عام 1992. كان البابا يوحنا بولس الثاني مقرراً لزيارة منغوليا جنباً إلى جنب مع مدينة قازان، لكنه ألغى في نهاية المطاف الرحلة. وبحلول عام 2014، كان هناك 919 كاثوليك في البلاد متوزعين على ستة أبرشيات.

### الأرثوذكسية
تعرضت الكنائس الأرثوذكسية الشرقية ورهبانها للقتل والنهب خلال الغزو المغولي لأوروبا الشرقية في أوائل القرن الثالث عشر. تلاه تعرض المجتمعات الكاثوليكية للقتل والنهب بعد تقدم المغول في فتوحاتهم لقلب أوروبا، فسقطت في أيديهم كل من بولندا، المجر، وترانسيلفانيا. وعندما قام الجناح الغربي من الجيش المغولي بنهب المدن البولندية، تشكل حلف أوروبي يتألف من البولنديون، والمورافيون، وفرسان القديس يوحنا، والفرسان التيوتويين، وفرسان الهيكل، ليوقف الزحف المغولي عند مدينة ليغنيتسا بألمانيا.
ساهم الحاكم المعولي جارليغ في تعزيز الكنيسة الأثوذكسية، وفي عهد مونجك-تمور، أصدر أحد الجارليغ إلى متروبوليتان كيريل للكنيسة الأرثوذكسية في عام 1267. في حين كانت الكنيسة الأثوذكسية تحت الحماية بحكم الواقع من المغول قبل عشر سنوات من تعداد 1257 الذي أجري تحت خان برك، قام جارليغ رسميا بإعلان مرسوم لحماية الكنيسة الأرثوذكسية. كما أنها أعفى الكنيسة رسمياً من أي شكل من أشكال الضرائب من قبل السلطات المغولية أو الروسية وسُمح لرجال الدين بالبقاء غير مسجلين أثناء التعدادات كما أعفي رجال الدين من الخدمة العسكرية. وكانت المرة الأولى التي كانت فيها الكنيسة الروسية الأرثوذكسية أقل اعتماداً على القوى الأميريَّة والقيصريَّة في أي فترة من فترات التاريخ الروسي. من عام 1771 إلى عام 1845 زارت ثمانية بعثات روسية أرثوذكسية منغوليا. تأسست الكنيسة الروسية الأرثوذكسية الأولى على الأراضي المنغولية في العاصمة أولان باتور عام 1872، وهي كنيسة الثالوث الأقدس (بالروسيَّة :Свято-Троицкая церковь) والتي أعيد بناؤها مؤخراً في عام 2007.